# Lucien de Hirsch de Gereuth
Lucien Jacques Maurice de Hirsch de Gereuth (Brussel, 11 juli 1856 - Parijs, 6 april 1887) was een Duits-Belgisch edelman.

## Levensloop
Lucien de Hirsch was een zoon van baron Maurice de Hirsch (1831-1896), bankier en industrieel en van Clara Bisschoffsheim (1833-1899). Hij studeerde eerst aan het koninklijk atheneum in Brussel en vervolgens, nadat zijn ouders naar Parijs waren verhuisd, aan het Lycée Condorcet. Hij studeerde rechten aan de universiteiten van Bonn en Parijs. Hij reisde veel en was in 1869 in Istanboel, waar hij kennis maakte met collecties van oude Griekse munten. Hij begon zelf ook zo'n collectie aan te leggen, die weldra een van de merkwaardigste werd. Hij verzamelde ook oude Griekse amfora's.
In 1877 opteerde hij voor de Belgische nationaliteit en in 1880 werd hij ingelijfd in de Belgische erfelijke adel met de titel baron, overdraagbaar op alle afstammelingen die de naam zouden dragen.
In een welvarende familie geboren, was De Hirsch niet geïnteresseerd in de financiële en industriële activiteiten van zijn familie en besteedde zijn tijd aan het verzamelen van kunst en in de eerste plaats van oude munten. Hij volgde hierin de belangstellingen van zijn moeder.
Hij bleef vrijgezel en overleed toen hij pas dertig was geworden, slachtoffer van tuberculose, zoals veel anderen in de familie. Zijn moeder, eenmaal weduwe, legateerde zijn muntencollectie aan de Koninklijke Bibliotheek in Brussel.